# Edith Wellspacher-Emery
Edith Wellspacher-Emery (9. října 1909 Schottwien, Dolní Rakousy – 11. srpna 2004 Vídeň) byla rakouská lékařka, později architektka a umělkyně, jedna z prvních žen vůbec, které směly vystudovat medicínu. Koncem 30. let 20. století se rozhodla opustit svou rodnou zemi kvůli nesouhlasu s nastupujícím nacismem. Po emigraci do Tasmánie se stala jednou z prvních žen, které tam profesionálně působily jako samostatné architektky, a je dodnes oceňována jako průkopnice modernistické architektury. V úspěšném dokumentárním seriálu Zmařené naděje její postavu ztvárnila herečka Roxane Duran.

## Život

### Rodina a školní léta
Edith Wellspacher-Emery se narodila do rodiny středostavovského původu v Dolním Rakousku. Její dědeček Franz Xaverius Wellspacher coby mladý železniční inženýr přišel do Dolního Rakouska kvůli stavbě Semmeringbahn (Semmeringské dráhy). Otec jí zemřel, když ji bylo pět let. Matka se poté marně snažila udržet rodinný statek, který musela nakonec z finančních důvodů prodat. Vzdělávala se nejprve doma, poté krátce v klášterní škole a od třinácti let žila u tety ve Vídni. Zde poprvé navštěvovala státní školu a také umělecké kurzy pro mládež, pořádané malířem a pedagogem Franzem Čižekem. Ve večerní socialistické škole pak během tří let složila maturitu a roku 1928 byla přijata ke studiu medicíny na Vídeňské univerzitě, kde se stala jednou z prvních žen v Rakousku zapsaných na tento obor.

### Studium a první praxe
Edith Wellspacher byla jednou z prvních žen v Rakousku i ve světě, které byly připuštěny ke studiu medicíny, zároveň ale studium absolvovala v extrémně chudých poměrech: žila v malém, nevytápěném podnájmu, někdy přespávala v univerzitních prostorách, kde bylo tepleji, přičemž často celé dny hladověla. Po pobytech v Anglii a Francii získala v roce 1934 titul doktorky medicíny a nastoupila lékařskou praxi jako sekundární lékařka v nemocnici Kaiserin-Elisabeth-Spital ve Vídni. Po třech letech přešla na vídeňskou Univerzitní kliniku pro porodnictví a gynekologii, kde se specializovala na gynekologii.
Již během studií absolvovala krátké stáže ve Francii a Anglii, díky nimž si prohloubila jazykové znalosti. V roce 1934 promovala v oboru gynekologie a krátce pracovala jako lékařka v Kaiserin-Elisabeth-Spital. Po třech letech přešla na univerzitní kliniku pro porodnictví a ženské lékařství, ale kvůli svému otevřenému odporu vůči nacistické ideologii byla po „anšlusu“ Rakouska propuštěna.
Wellspacher se brzy začala zajímat o politiku, oceňovala sociální bytovou výstavbu města Vídně a byla zapřisáhlou odpůrkyní nastupujícího rakouského nacionálního socialismu. V týdnech před anšlusem Rakouska sloužila převážně „s několika židovskými a několika zahraničními lékaři“; lékaři s nacionálněsocialistickými postoji se v tehdejších převratných časech na klinice objevovali jen vzácně. Kvůli svému politickému přesvědčení a rostoucí nepřízni byla Wellspacher propuštěna a ztratila i služební pokoj v nemocnici. Dočasně bydlela v pokoji u rakouské spisovatelky Eriky Mitterer, s níž se seznámila ve dvacátých letech a navázala s ní dlouholeté přátelství.

### Válka a emigrace
Její židovský snoubenec byl deportován do koncentračního tábora Dachau. Na jaře 1938, po „anšlusu“ Rakouska nacistickým Německem, se Wellspacher-Emeryová rozhodla emigrovat. Kvůli udání jí původně nebylo dovoleno vycestovat, avšak nabídka učit v dívčí škole v Tasmánii, kde hledali učitelku kreslení vyučenou u prof. Čižeka a s jazykovými dovednostmi – jí nakonec otevřela cestu z nacistického Rakouska. Přes Paříž odplula do Austrálie, kam dorazila v srpnu 1938.
Cestou na lodi potkala britského úředníka Johna Emeryho, za něhož se později provdala. Kvůli jeho působení v Súdánu však krátce poté opustila Tasmánii a přesunula se za ním do Afriky. V mezidobí (1940) porodila v Paříži syna Michaela. Coby manželka Brita v zemi okupované nacisty byla internována ve francouzském Besançonu. Až roku 1942 se jí podařilo dostat se z Evropy na základě vyjednané výměny zajatců: z Vídně vycestovala přes Balkán do Súdánu. Druhé dítě, syna Petera, porodila roku 1944 v Anglii. Teprve roku 1948 se natrvalo usadila v Hobartu v Tasmánii, kde se k ní později připojil i manžel.

### Architektka a umělkyně
V Austrálii pracovala jako učitelka jazyků a velmi se snažila o uznání své rakouské lékařské kvalifikace. Byla připravena i na složení dodatkových zkoušek v rámci zkráceného studia. Uznali jí však jen jeden rok studia medicíny a svou lékařskou praxi by v Austrálii mohla vykonávat jen po zopakování celého studia medicíny, proto začala studovat psychologii. Její profesor však během jejího třetího ročníku zemřel na mrtvici, a jelikož jeho místo nikdo neobsadil, nemohla ve studiu pokračovat.
Proto se rozhodla ve svých čtyřiceti letech pro zcela novou profesi. V letech 1952–1956 vystudovala architekturu – přes nesouhlas svého muže a jako jedna z mála žen v silně maskulinním prostředí. Následně pracovala v několika kancelářích, mimo jiné u významného tasmánského modernistického architekta Esmonda Dorneyho, přičemž později začala sama projektovat rodinné domy. Pracovala v architektonických kancelářích a posléze samostatně jako architektka, čímž si zajišťovala obživu. Nadále také překládala a kromě toho vystupovala v rozhlasových pořadech a přednášela o architektuře a bytovém designu.
Hned první zakázky ukázaly její progresivní přístup, důraz na souhru interiéru s exteriérem a funkční řešení obytného prostoru. Projektovala převážně menší domy pro přátele a známé, často ženy s omezeným rozpočtem, přičemž sledovala sociální aspekty a pohodlí budoucích uživatelů. Proslulé se stalo několik jejích realizací s tzv. „motýlkovou střechou“, které natrvalo ovlivnily tasmánský modernismus.
Vedle práce architektky byla velmi aktivní v umělecké sféře – k malířským a kreslířským technikám, které si osvojila již v mládí, postupně přidala také linoryty, výšivky a další formy výtvarného vyjádření. Během svého života podnikla řadu cest do zámoří (Latinská Amerika, Asie), přičemž se vždy naučila základy místního jazyka a z každé cesty si přivezla bohatou výtvarnou dokumentaci.
Během první velké cesty kolem světa v roce 1952, která vedla přes Mexiko a Spojené státy americké, projevila zájem a vášeň pro umění. Svá cestovatelská pozorování si zapisovala do skicáku a po návratu je různými technikami (akvarel, olejomalba, linoryt, výšivka) umělecky zpracovala. Další, většinou roční cesty, jež sloužily jako hlavní zdroj inspirace pro její tvorbu, podnikla v letech 1957, 1965, 1969 a 1974. V pozdějších letech se věnovala hlavně výšivkám. Byla také jednou ze zakládajících členek „Embroiderer’s Guild“ v Hobartu.
Obrazy a kresby Edith Wellspacher-Emery byly vystavovány na několika výstavách. Na podzim 1984 uspořádal Rakouský autoklub ÖAMTC ve Vídni velkou retrospektivní výstavu jejích děl.

### Pozdní léta a odkaz
V Austrálii se zájem o její tvorbu oživil poté, co tamní architekti v původních plánech některých hobartských domů rozpoznali rukopis kvalitní modernistické architektury. Začalo se o ní mluvit jako o jedné z prvních samostatně působících architektek v Tasmánii a Tasmánský institut architektů jí posmrtně vzdal hold pojmenováním jednoho ze svých ocenění. Několik jejích staveb bylo také zdokumentováno v australském televizním pořadu Designing a Legacy (2023), což znovu upozornilo na její dílo.
V rodném Rakousku – až na kratičké mediální zmínky – zatím zůstává prakticky neznámá, přestože se jedná o výjimečný příběh lékařky, emigrantky, aktivistky a nakonec uznávané architektky, která v exilu významně přispěla k rozvoji místního modernismu.
Od svých 60. narozenin dostávala každý měsíc finanční příspěvek od Rakouské republiky („restitution for injustice suffered“). Na univerzitní úrovni se učila jazyky, mimo jiné ruštinu, čínštinu a japonštinu. V roce 1995 vyšla její autobiografie A Twentieth Century Life. Poslední dopis dlouholeté přítelkyni Erice Mitterer je datován v říjnu 1997. V 90. letech ještě aktivně malovala a učila, až do roku 1998, kdy byla kvůli ochrnutí po těžkém infarktu odkázána na služby pečovatelského domu. Zemřela 11. srpna 2004 ve věku 94 let.